# Текстилна закопчалка
Текстилната закопчалка, (на английски: Hook-and-loop fastener, в превод „крепежен елемент кукички-примки“), по-известна в България с имената велкро, самозалепваща лента, лента вега, „котешко езиче“, е механизъм за бързо закопчаване на дрехи, обувки, чанти и други чрез прилепване на събираните части. Произвежда се от полиестер в различни цветове. Думата велкро идва от генеричната търговска марка Velcro, регистрирана в много страни.

## История
Този вид закопчаване е разработено от швейцарския инженер Жорж дьо Местрал, (на френски: Georges de Mestral), след като изследвал бодливите семенни кутийки от репей, които е събрал от козината на кучето си след един излет през 1941 г. В края на бодличките им открива миниатюрни кукички, които се прилепват веднага, но се разлепват със сила. Текстилната закопчалка е удачен пример за приложение на биомимикрията в бита.
На Жорж дьо Местрал му отнема близо 11 години, за да разработи технически производството на продукта, като изпробва различни материали и технологии. През 1951 г. подава заявление за патент, което е одобрено през 1955 г. Започва да се използва търговското наименование „Velcro“, съставено от френските думи velours (велур) и crochet (кука). След няколко години все повече фирми започват да произвеждат разнообразни продукти, основно използвани за облекло. От средата на 60-те години се използва и от модни дизайнери като Пиер Карден и Пако Рабан.

## Приложения
Текстилната закопчалка се използва за обувки и дрехи, маншети за апарати за измерване на кръвно налягане, бебешки пелени, чанти, инструменти, за автомобили, кабелни връзки, в космическите скафандри. По време на първото кацане на Луната през 1968 г. Нийл Армстронг и Едуин Олдрин имат на екипировката си на различни места този вид закопчалки. На Международната космическа станция в руския сектор закрепването на различни предмети и уреди става, като на стените са залепени влакнестите елементи, а на предмети като уреди и инструменти, както и на предмети за ползване като моливи, са залепени кукичките от закопчалката. Този метод на закрепване се използва и при закрепването на шлайфащите и полиращите инструменти върху вибрационни, ексцентрични и др. шлайфмашини.
- Примери за приложение
- Маратонки с бързо закопчаване
- Медицинска шина за укрепване на китката
- Кабелни закопчалки за компютърно захранване

## Предимства и недостатъци
Поради лекотата на използване текстилните закопчалки намират широко приложение в различни области, където има временно залепване. Популярни са при дрехи за замяна на копчета и ципове, например скиорски дрехи, където използването на копчета е неудобно (например с ръкавици). Използването за обувки на деца, които имат още проблеми със завързването на връзки. Използват се при специални облекла например за възрастни, хора със специални потребности или допълнителни облекла като Бронежилетки за военните и полицейските части. Шумът, който се получава при отварянето на закопчалката може да е полезен срещу джепчии, но може да вреди при бойни условия при използване при екипировката на военните.
Недостатък се явява натрупването на боклуци по кукичките като коса, влакна и прах при продължително използване, както и залепването за части от облеклото за тях, при което то може да се повреди.

## Развитие на нови продукти
- Фирмата 3M разработва закопчалка на аналогичен принцип, като вместо кукички използва формата на гъбичка (полусфера). При този вариант и двете части са еднакви и се зацепват при притискане, като гъбичките се приплъзват една в друга. Има варианти с 26, 40, 62 или 110 пъпчици на cm². Произвежда се от полиолефини. Отделянето става като се „обелва“ едната част.